# Királykő Nemzeti Park
A Királykő Nemzeti Park (román nyelven Parcul Național Piatra Craiului) egy Erdély déli részén található Nemzeti Park, mely az egész Királykő területét magába foglalja.
A hegység nagy részét már a huszadik század elejétől természetvédelmi területként tartották számon, a Királykő Nemzeti Parkot azonban csak 1990-ben hozták létre. Létrehozását a több mint 25 kilométer folytonos mészkőgerinc, a természeti táj eredetisége, szépsége, különlegessége és vadregényessége, valamint egy rendkívüli növény- és állatvilág jelenléte – számos endemikus fajjal – indokolta.
A nemzeti park az IUCN-osztályozás szerint a II. kategóriába tartozik, 14 766 hektár nagyságú, Brassó és Argeș megyék területén található.
A parkban hat természetvédelmi terület: a Stanciului-, az Uluce-, valamint a Dâmbovicioara-barlang, a Grind-zsomboly és a Dâmbo-viţei-szurdok a Különleges Élőhelyek között (IUCN IV-es kategória) szerepel, a Zernyest-szurdok pedig Emlékpark (IUCN III-as kategória).

## Története

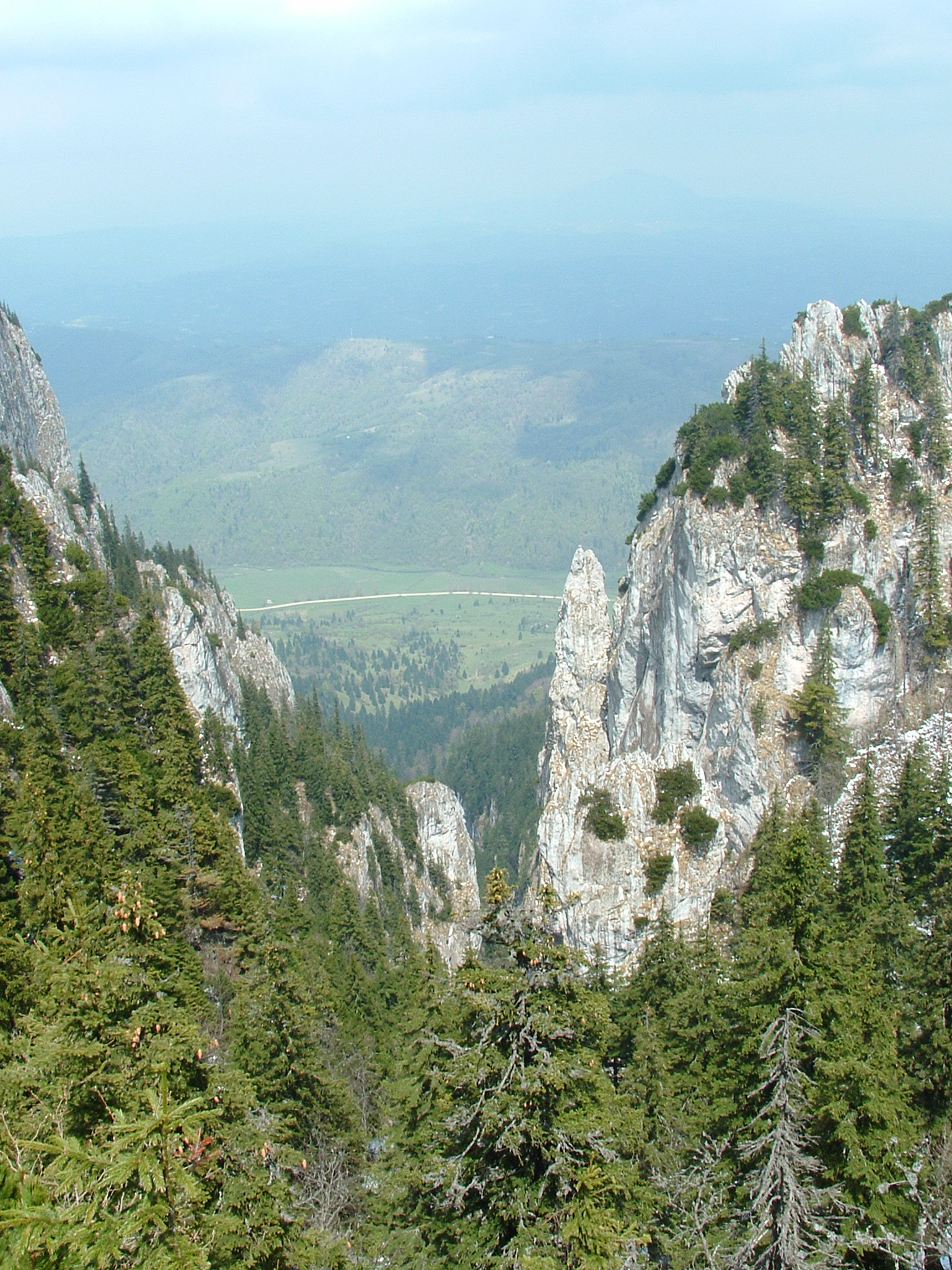
Királykő

A Királykő flórájáról már a 17. században megjelentek az első leírások, az idők folyamán sok botanikus hozzájárul e különleges hegy növényeinek tanulmányozásához, így többek között Josef von Lerchenfeld, Johann Christian Gottlob Baumgarten, Theodor Kotschy, Ferdinand Schur, Simonkai Lajos, Johann Jacob Römer, Alexandru Beldie, J. Halda, S. Mihailescu is.

## Növényvilága
A Királykő Nemzeti Park flórája hozzávetőleg 1200 növényfajt számlál, ami körülbelül egyharmada Románia flórájának. Sok olyan ritka fajt találunk itt, amivel kevés természetvédelmi terület dicsekedhet. Ezek közül öt kritikusan veszélyeztetett:
- Baumgarten kankalin (Primula wulfeniana subsp. baumgarteniana)
- Haynald daravirág (Draba haynaldii)
- Hagymaburok (Liparis loeselii)
- Alpesi fűz (Salix alpina)
- Aubrieta columnae subsp. croatica
- Szirtipáfrány (Woodsia glabella subsp. pulchella), mely veszélyeztetett faj. Ezt Erdélyben először 1916-ban a Bucsecsből írták le, de mint kiderült, a Woodsia glabella-val tévesztve össze. Az igazi alfajt a Királykő Zernyest szurdoka szikláin azonosították 2003-ban.

Sok faj, amelyekből még a 18-19. században is jelentős egyedszám volt a Királykőben, manapság már csak pár példányra apadt, ezek a növények mára már a Vörös Könyv oldalain szerepelnek. Közülük néhány:
- Fényes galaj (Galium lucidum) - Ezt a növényt Carlo Allioni olasz botanikus írta le először 1773-ban Galium lucidum néven. A Román Flóra hasábjain dióhéjban szerepel Galium mollugo var. transsilvanicum néven, és hosszú ideig így emlegették. A Galium mollugo és még inkább a Galium album fajhoz nagyon közel áll, de ezektől mégis eltér vékony levelei miatt. Mediterrán-szubmediterrán elem. A galajfélék (Rubiaceae) családjába tartozik. Latin neve: Galium lucidum All., magyar neve: csillogó galaj, fényes galaj. Nemzetségneve a görög gala = tej szóból ered, ugyanis valamikor a növényt alvadék helyett értékesítették. A tudományos fajneve a „lucidum” latin szóból ered, ami a növény fényes, világos leveleire utal. Évelő növény, a magassága 25–100 cm, a növény teljes része szinte szőrtelen. A levelek (7-8 darab) örvösen állóak, 2 mm-nél keskenyebbek, vonalasak, fényesek, 6-7-szer hosszabbak, mint szélesek, a szélük kihengeredett. A kocsányka (1–3 mm) rövidebb, mint a virágok, a párta (3–5 mm) fehér, ritkán halványsárga vagy zöldes. Virágzata buga. A termés alig redős, kifejlődött állapotban fekete színű.

A Nemzeti Vörös Lista a Sebezhető (VU) kategóriába sorolja.
Eurázsiában található meg, Erdélyben ritkán fordul elő, köves, sziklás, mészköves dombokon és hegyeken.
- Havasi gyújtoványfű (Linaria alpina)
- Erdei fűzény (Lysimachia nemorum)
- Borzas kakascímer (Rhinanthus alectorolophus)
- Havasi fűz (Salix alpina)
- Kerner-zsellérke (Thesium kernerianum)
- Aubrieta intermedia subsp. falcata
- Ranunculus thora.

A királykői szegfű (Dianthus callizonus), gyönyörű királykői endemikus faj szerencsére még nem került ilyen helyzetbe.
A Királykő mészköves szikláit a fentieken kívül is rengeteg ritka faj díszíti, amelyek közül többek között a következők érdemelnek említést:
- Havasi gyopár (Leontopodium alpinum)
- Szent István mák (Papaver corona-sancti-stephani)
- Erdélyi harangláb (Aquilegia transsilvanica)
- Janka gyopárnefelejcs (Eritrichium nanum subsp. jankae)
- Sárga tárnics (Gentiana lutea)
- Tűlevelű szegfű (Dianthus spiculifolius)
- Bozontos gombafű (Androsace arachnoidea)
- Pilláslevelű gombafű (Androsace chamaejasme)
- Fehér estike (Hesperis nivea)
- Bolgár encián (Gentianella bulgarica)
- Bucsecsi kőtörőfű (Saxifraga mutata subsp. demissa)
- Bánffy dercefű (Gypsophila petraea)
- Fekete vöröskosbor (Nigritella nigra)
- Haller kankalin (Primula halleri)
- Bánsági len (Linum uninerve)
- Estike (Hesperis oblongifolia)

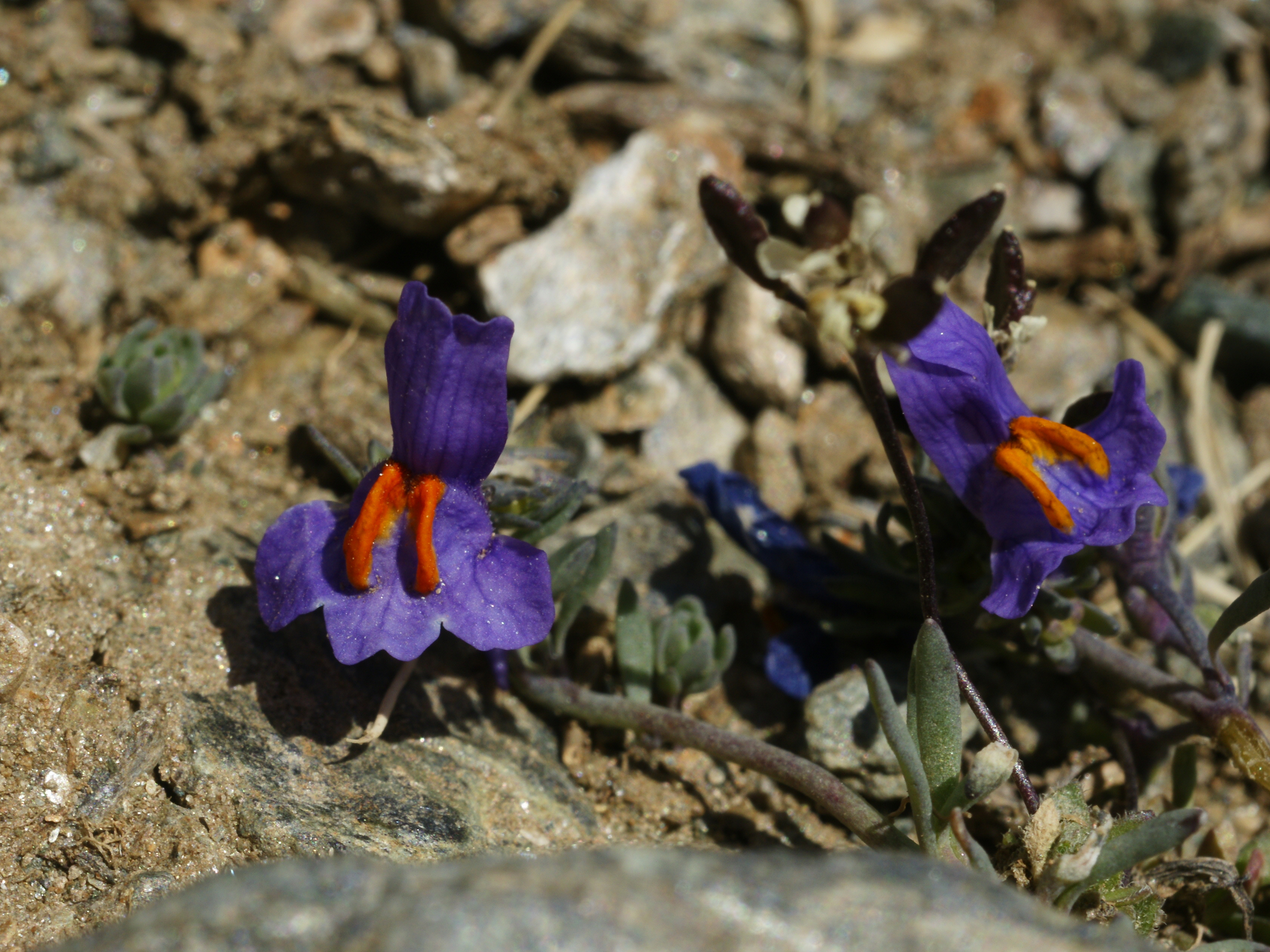
A Havasi gyujtoványfű (Linaria alpina) virága
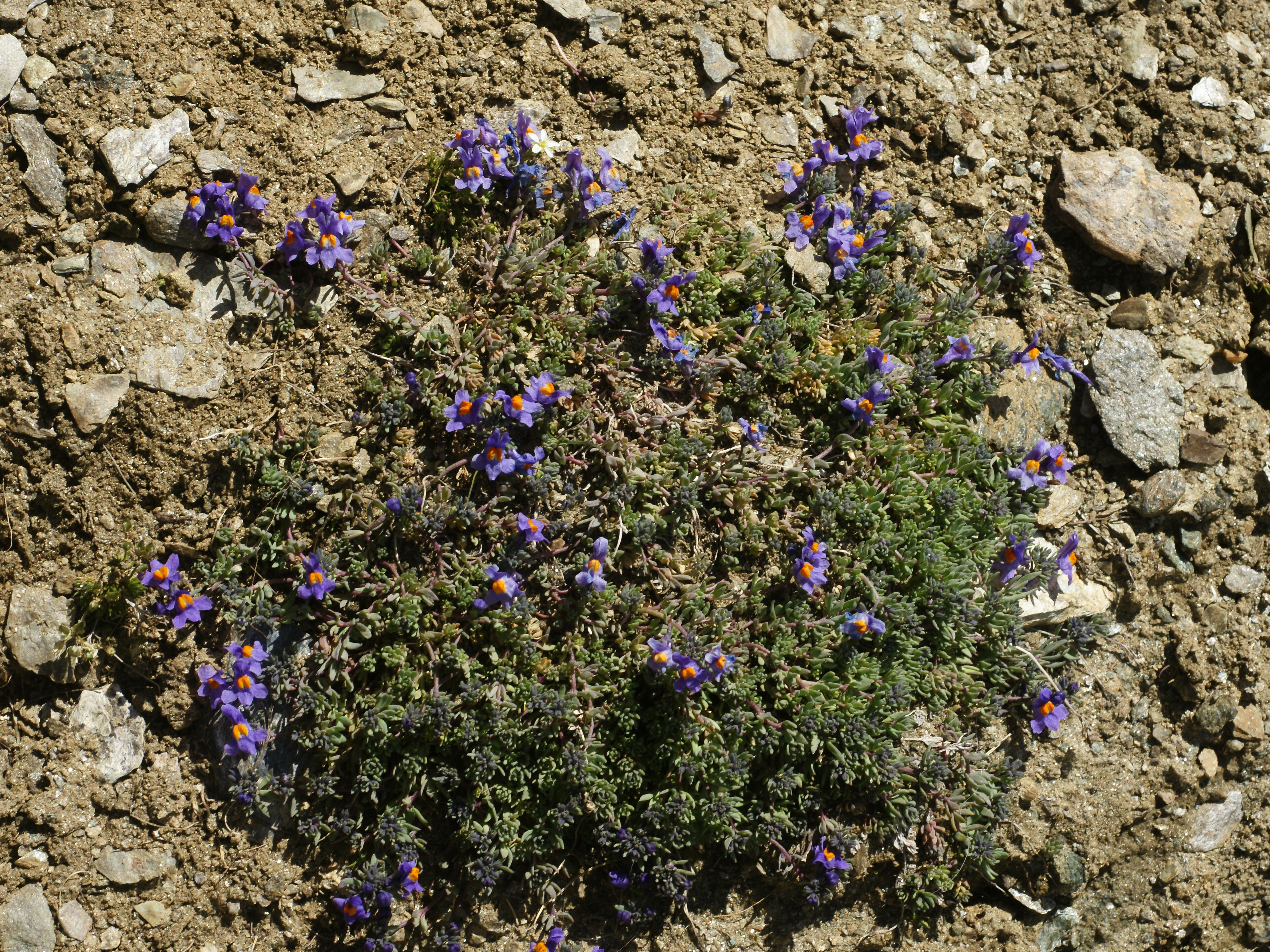
Havasi gyujtoványfű (Linaria alpina)
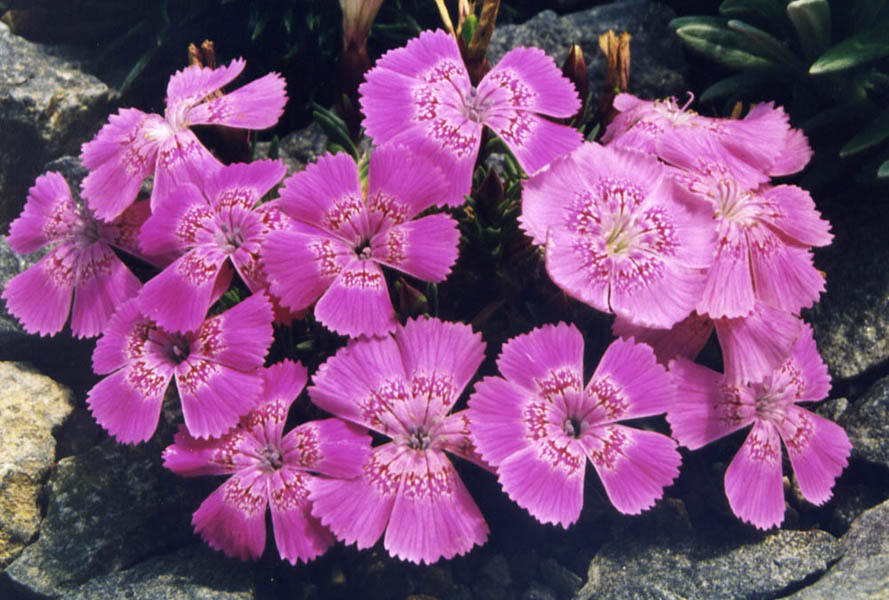
Királykői szegfű virága
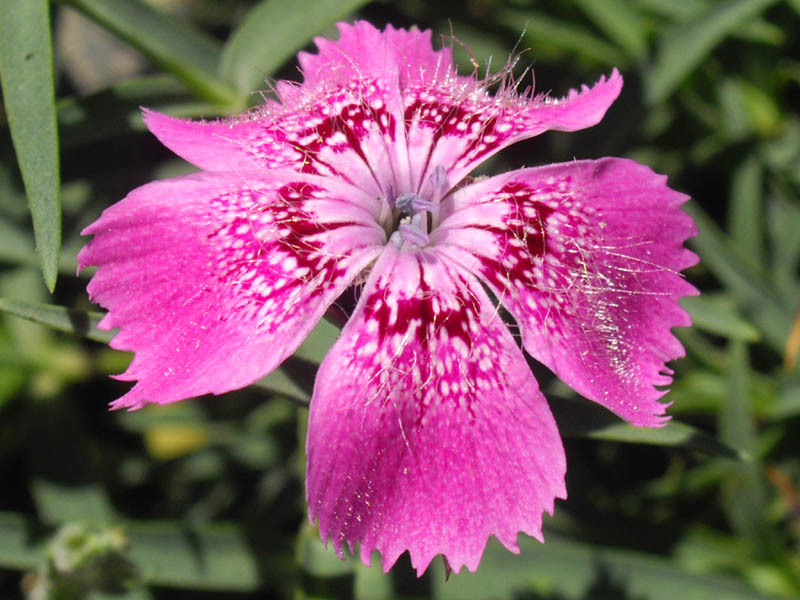
Királykői szegfű (Dianthus callizonus)
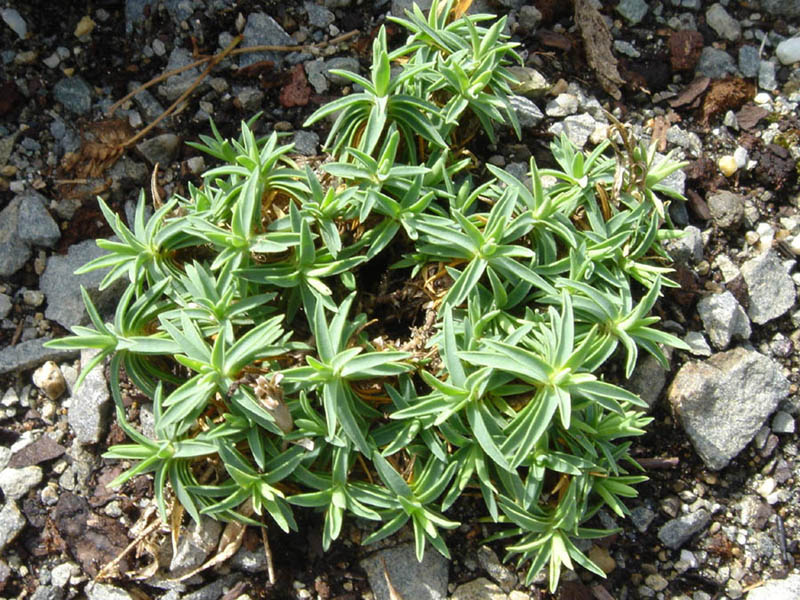
A királykői szegfű virág nélküli hajtásai
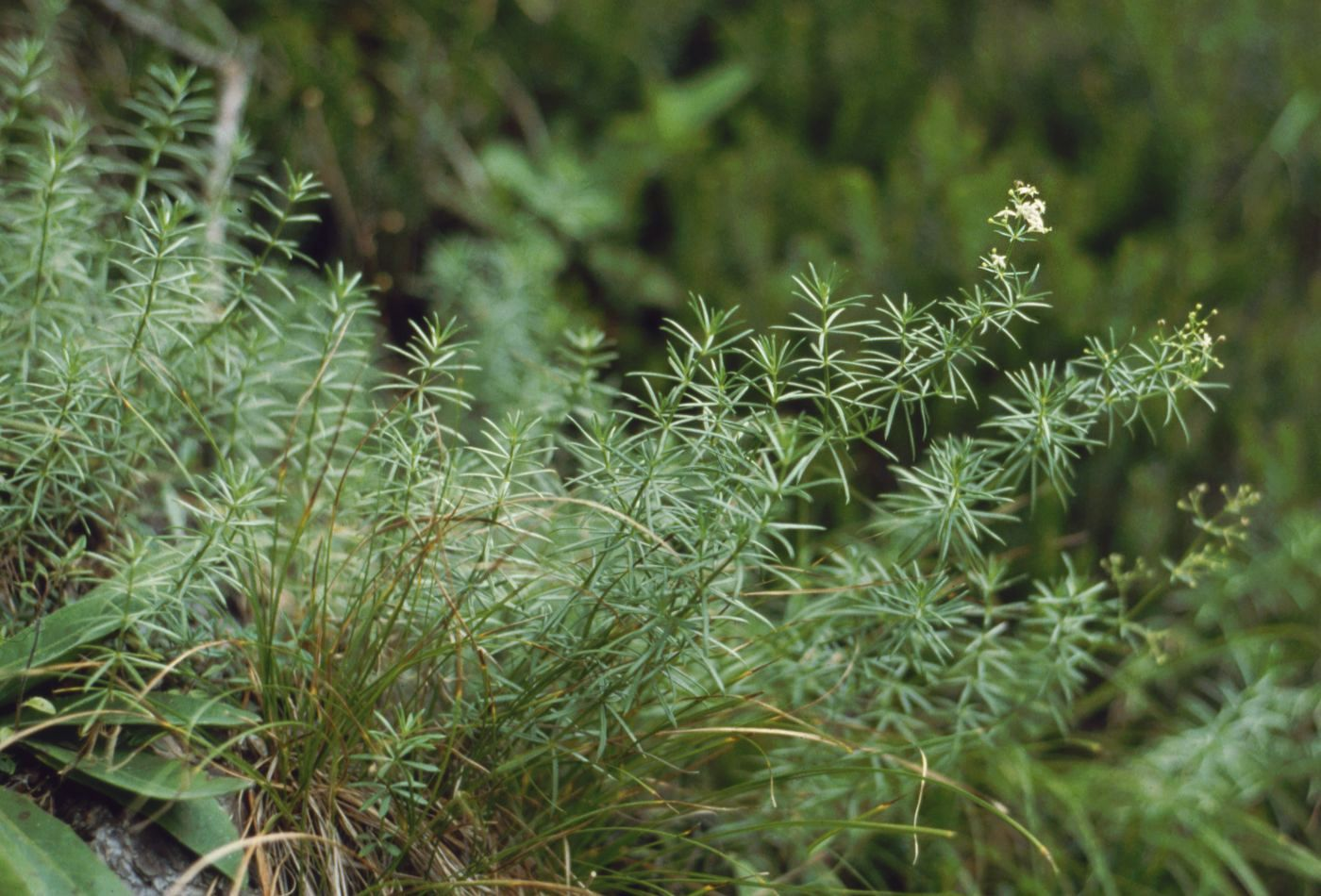
Fényes galaj (Galium lucidum)
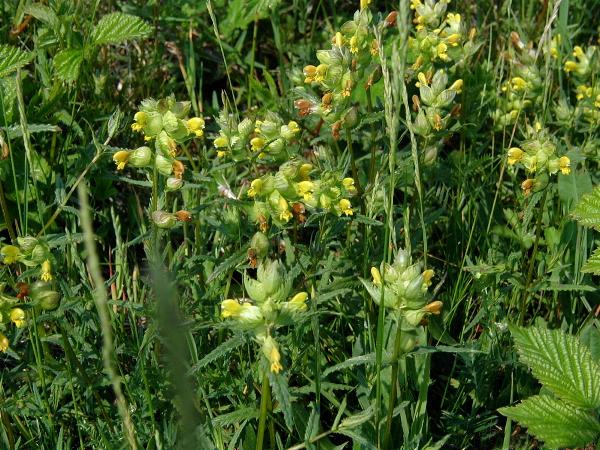
Kakascímer
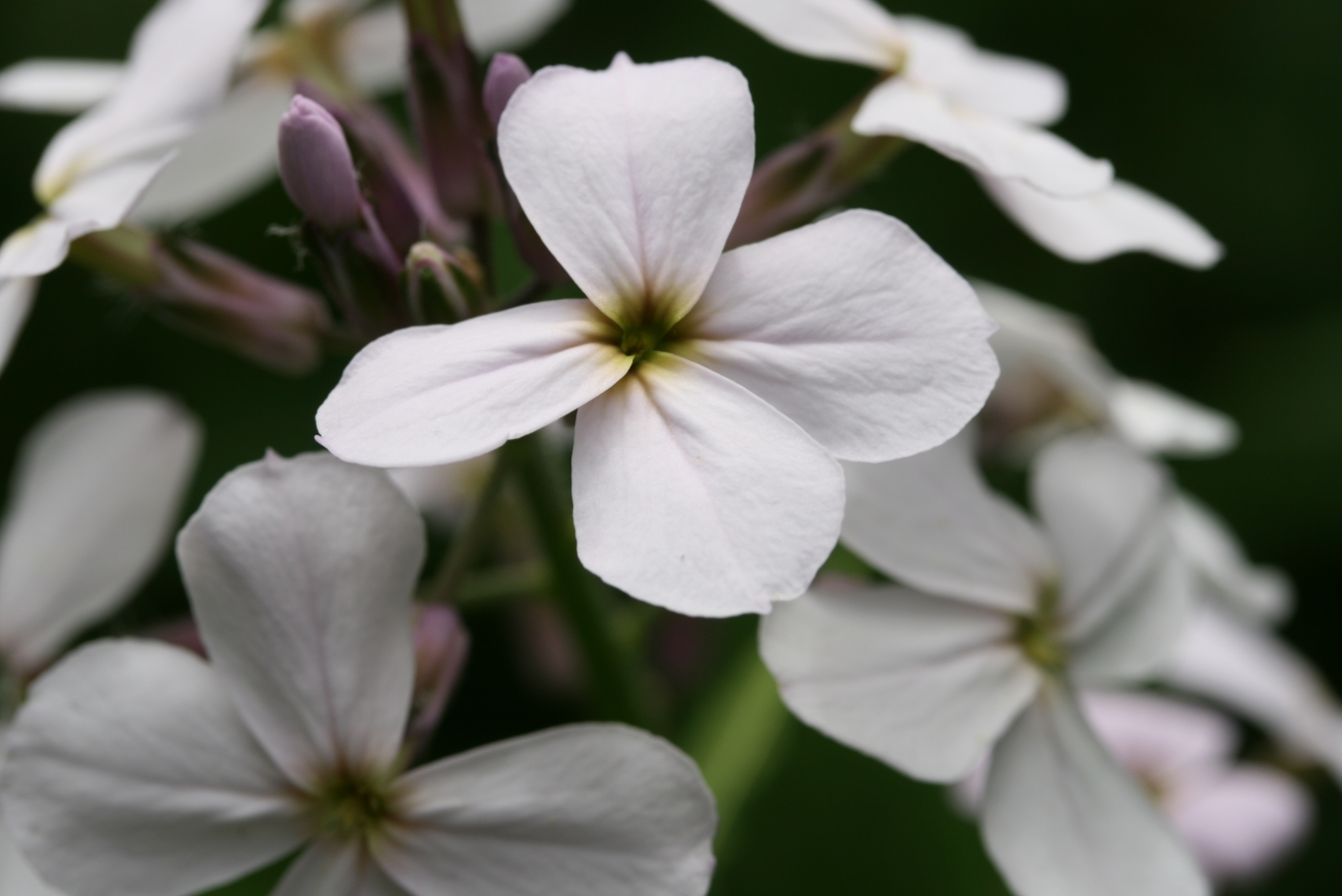
Fehér estike (Hesperis nivea)

## Állatvilága
A park állatvilága is érdekes. Néhány a különlegesebb fajokból:
Az ízeltlábúak közül említésre méltó a Nesticus constantinescui, amely egy endemikus pókfaj, kizárólag a Királykőben találja meg életfeltételeit, valamint az endemikus atkafaj, a Rhagidia carpatica.
A park területén több mint 200 lepkefaj található, különlegesebbek az Erebia epiphron subsp. transsylvanica vagy az Erebia pronoe subsp. regalis szubende-mikus szerecsenlepkefajok. Ugyancsak érdekes az Apamea zeta subsp. sander-kovacsi bagolylepkefaj jelenléte is.
A kétéltűek közül a Tarajos gőte (Triturus cristatus), a Pettyes gőte (Triturus vulgaris), az Alpesi gőte (Triturus alpestris) és a Kárpáti gőte (Triturus montandoni).
A park herpetofaunájából a Keresztes vipera (Vipera berus), Rézsikló (Coronella austriaca) is megtalálható itt.
A madarak osztályából említésre méltó a Császármadár (Bonasa bonasia), Siketfajd (Tetrao urogallus), Darázsölyv (Pernis apivorus), Karvaly (Accipiter nisus), Szirti sas (Aquila chrysaetos), Kabasólyom (Falco subbuteo) és a Vándorsólyom (Falco peregrinus).
Az emlősök közül jelen van itt
- Zerge (Rupicapra rupicapra)
- Vaddisznó (Sus scrofa)
- Barna medve (Ursus arctos)
- Vadmacska (Felis silvestris)
- Hiúz (Lynx lynx), a hermelin (Mustela erminea)
- Nyest (Martes foina)
- Mogyorós pele (Muscardinus avellanarius).

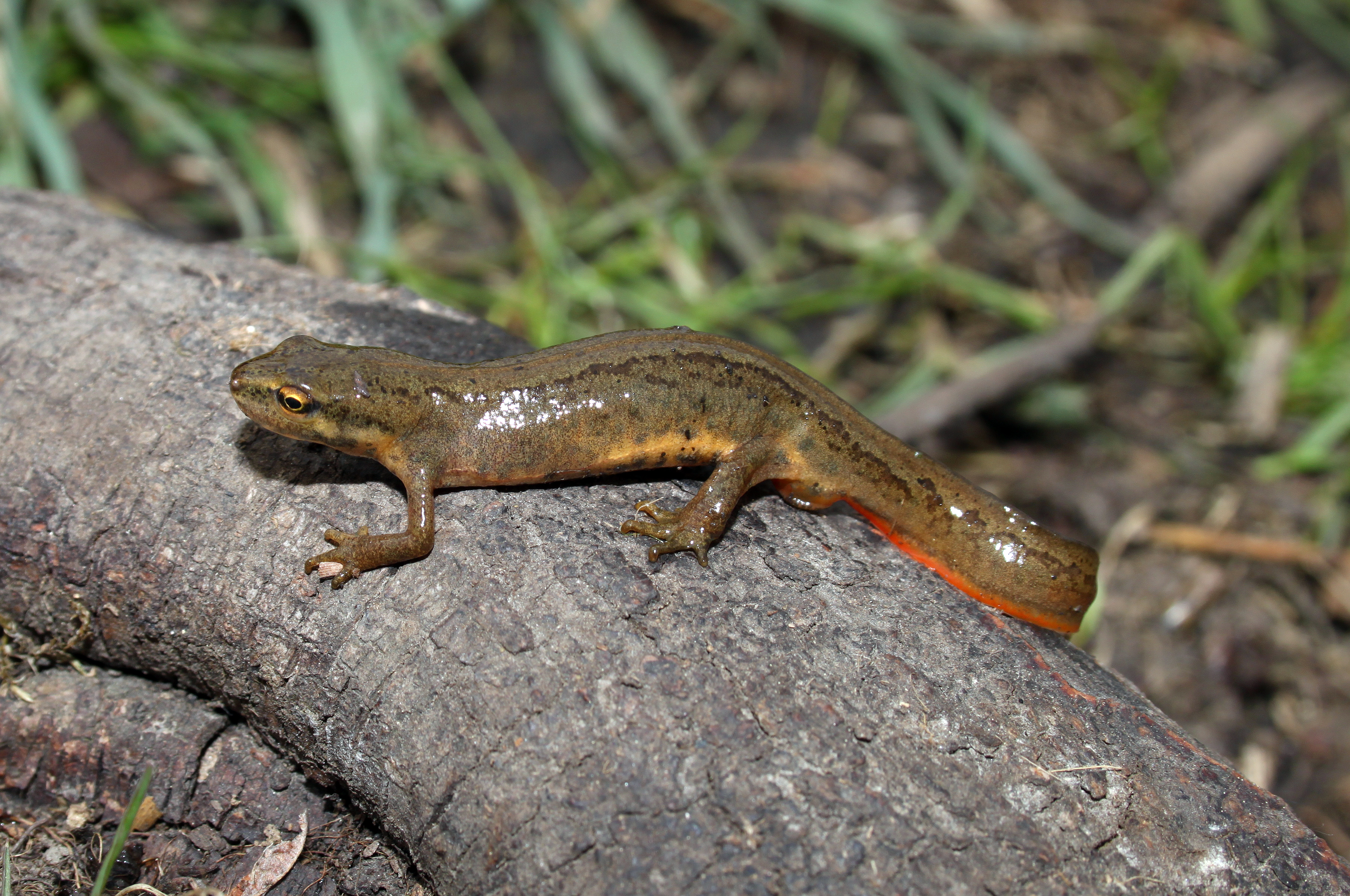
Pettyes gőte
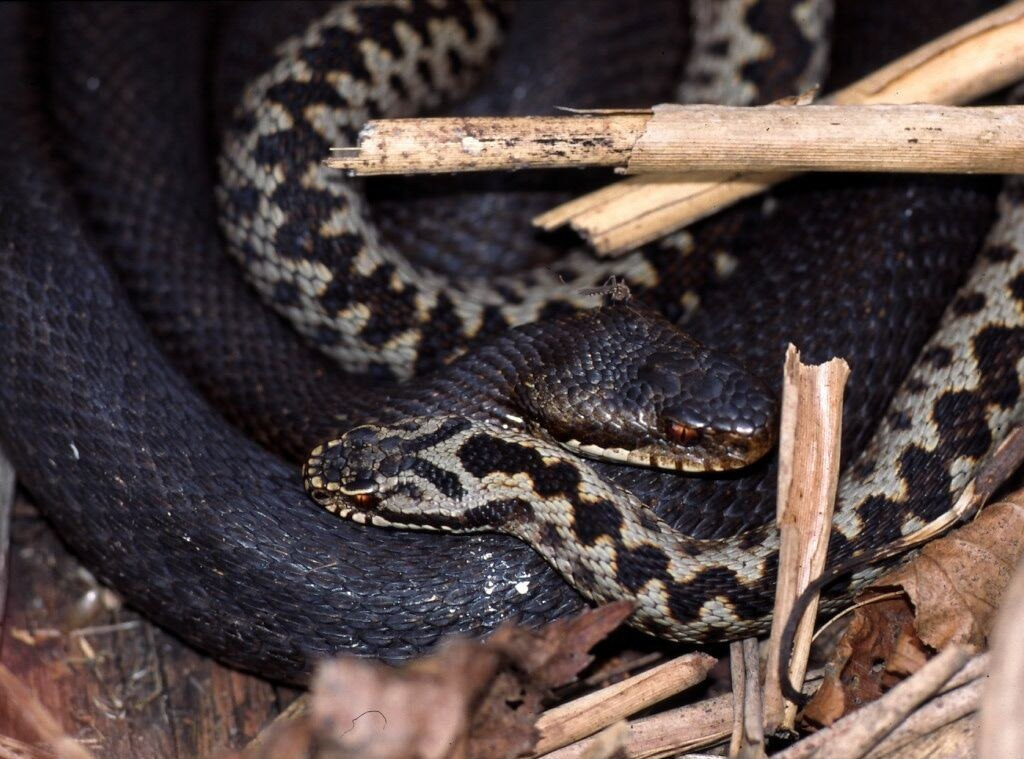
Keresztes vipera
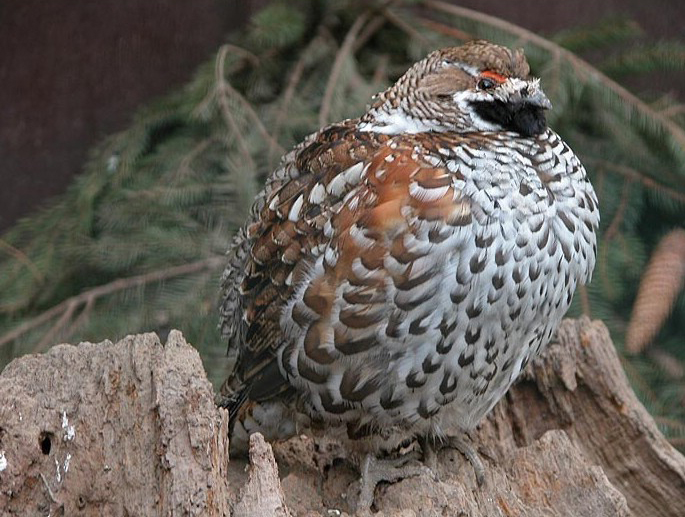
Császármadár
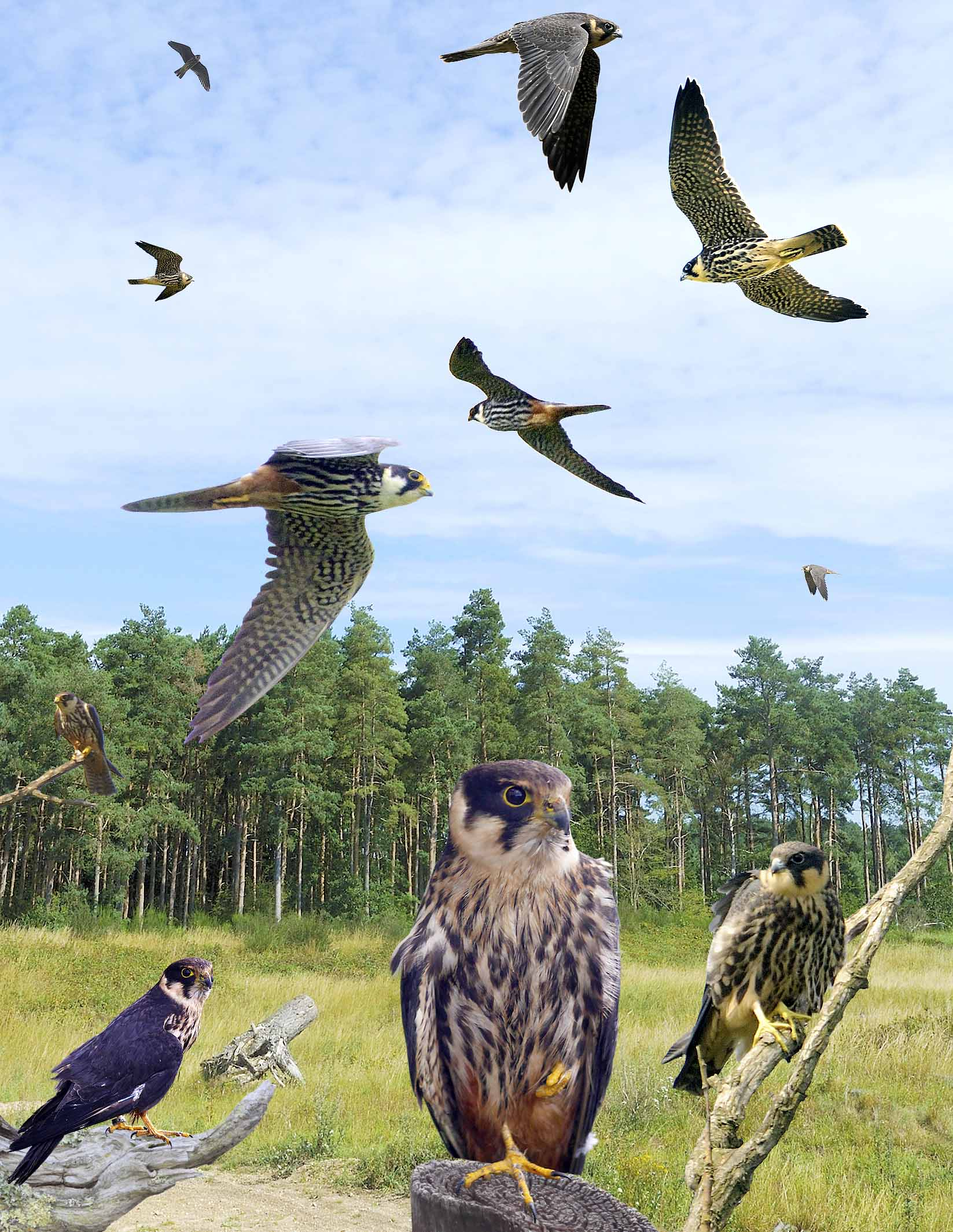
Kabasólyom
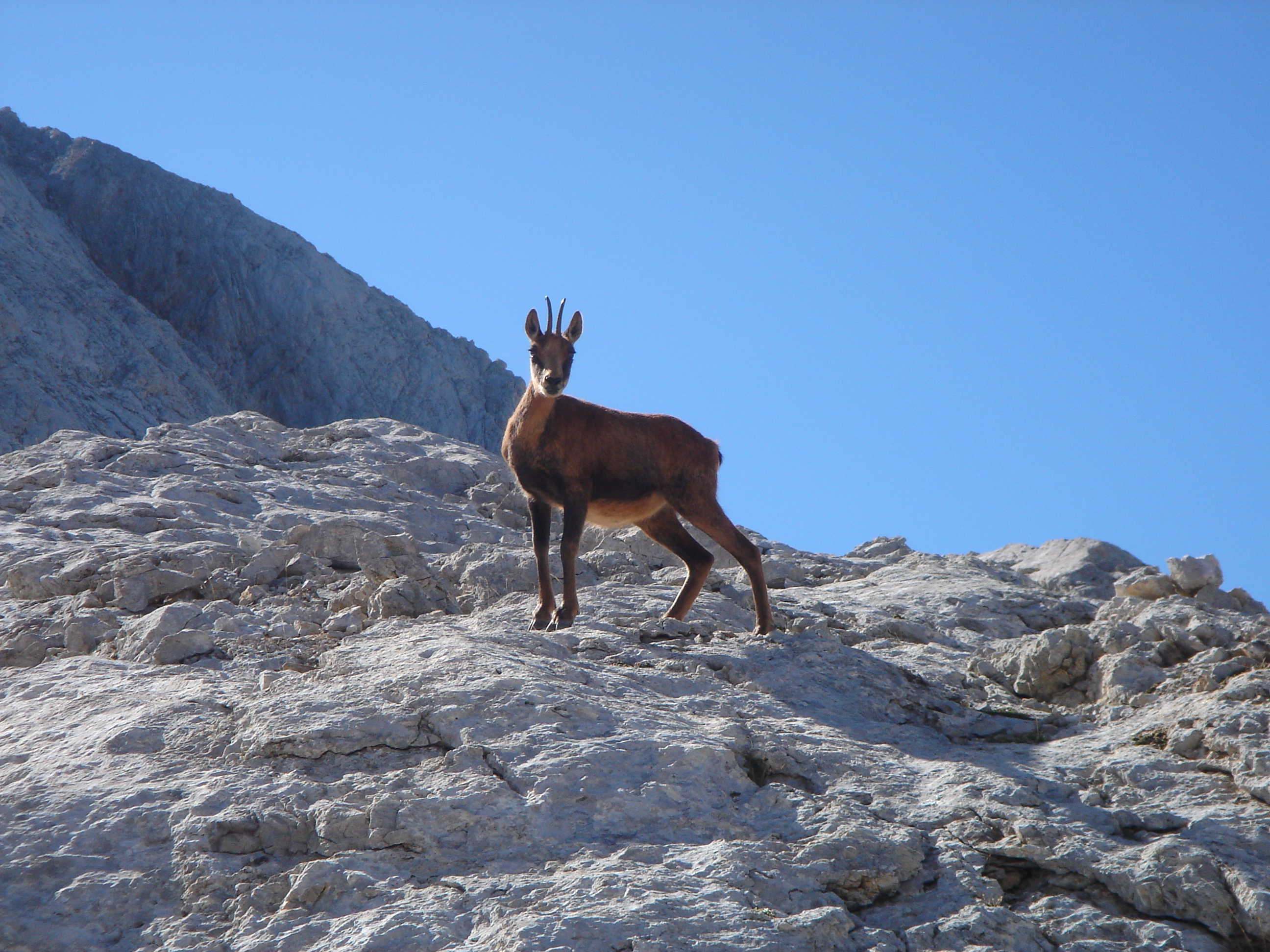
Zerge
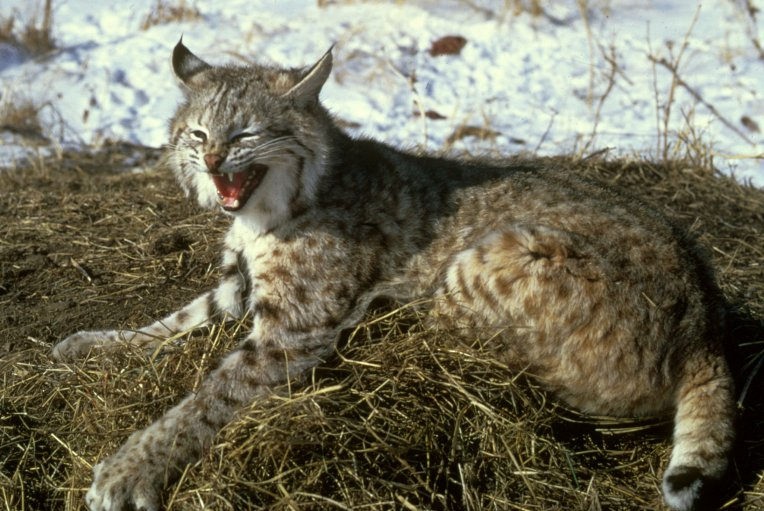
Hiúz (Lynx lynx)
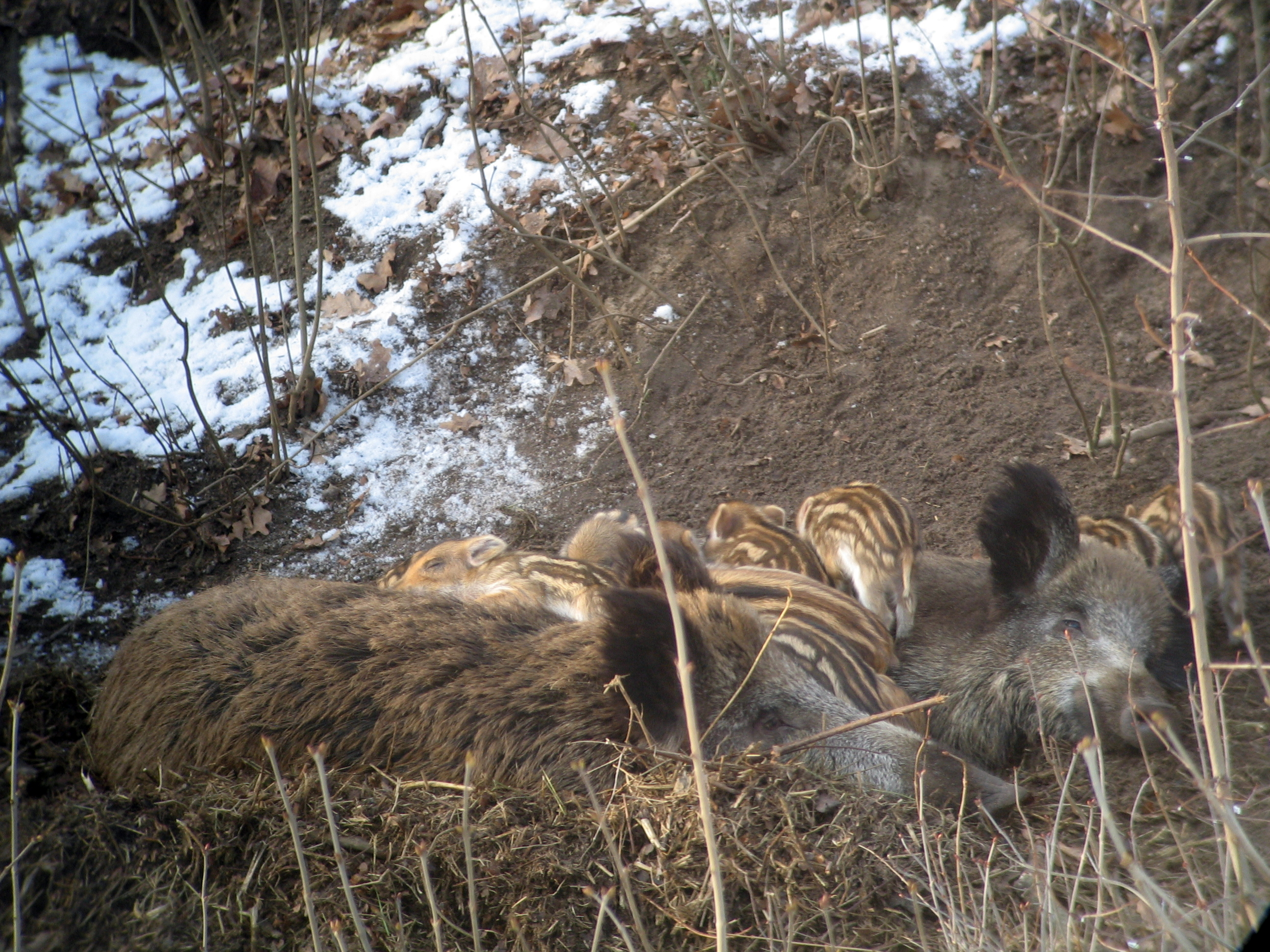
Vaddisznó
Nyest (Martes foina)